# Sieroty
Sieroty (německy Schieroth, Schönrode) je starostenská vesnice v gmině Wielowieś, okres Gliwice, Slezské vojvodství v Polsku.
V letech 1975–1998 obec byla pod administrativou Katovického vojvodství.
K vesnici náležejí části:
- Chwoszcz
- Łąnczki

V roce 2011 ve vesnici žilo 481 obyvatel (z toho 233 mužů a 248 žen).

## Název
Název se odvozuje od polského názvu pro dům sirotků (sirotčinec). Německý lingvista Heinrich Adamy ve svém díle o místních názvech ve Slezsku, které vyšlo v roce 1888 ve Vratislavi, jako nejstarší název uvádí Sieroty s odkazem na Waisenhaus, to je v polštině Sierociniec (česky: Sirotčinec). Název byl poněmčen na Schierot a později na Schieroth.
V latinském spise Liber fundationis episcopatus Vratislaviensis je vesnice nazývána Syrot.
V abecedním spise obcí ve Slezsku vydaném v roce 1830 ve Vratislavi Johanem Kniem je vesnice nazývána Schieroth. Také uvádí dva dvory v blízkosti Gwozdz a Koźarnia. V roce 1936 byla vesnice v rámci germanizace přejmenována na Schönrode.

## Historie
První písemné zmínky o vesnici pocházejí roku 1299. Od roku 1712 byla vesnice majetkem rodu von Wrochemů. Barbara von Wrochem (zemřela v roce 1805) prodala majetek Gustavu Maurici von Stockmannovi.
Po ukončení druhé světové války byla většina německého obyvatelstva vysídlena.

## Památky
- Kostel Všech Svatých – dřevěný kostel, který pochází z roku 1479, se zvonicí z roku 1770. Kostel je součástí Stezky dřevěné architektury ve Slezsku.
- Kříž – památný kříž byl dle historiků postaven na počest Boleslava III. Křivoústého.

## Transport
Vesnicí prochází vojevodská silnice č. 901 (Gliwice–Olesno).

## Turistika
Vesnicí prochází turistická trasa:
- Zacharzowická stezka
- Stezka dřevěné architektury ve Slezsku